# Александровка (Калманский район)
Александровка — посёлок в Калманском районе Алтайского края России. Входит в состав Новоромановского сельсовета.

## История
Александровка была основана в 1923 году. В 1926 году в посёлке Александровский имелось 39 хозяйств и проживало 197 человек (89 мужчин и 108 женщин). В административном отношении Александровский входил в состав Ново-Романовского сельсовета Барнаульского района Барнаульского округа Сибирского края.

## География
Посёлок находится в центральной части Алтайского края, в лесостепной зоне, в пределах северо-восточной части Приобского плато, на расстоянии 20 километров (по трассе 01К59) к северо-западу от села Калманка, административного центра района, и в 48 километрах к югу от города Барнаула, Административного центра Алтайского края . Абсолютная высота — 217 метров над уровнем моря.

Климат умеренный, резко континентальный. Средняя температура января составляет −17,7 °C, июля — +19,6 °C. Годовое количество атмосферных осадков — 350—400 мм.

## Население
| 1997 | 1998 | 1999 | 2000 | 2001 | 2002 | 2003 |
| ---- | ---- | ---- | ---- | ---- | ---- | ---- |
| 196  | ↗216 | ↗224 | →224 | ↘204 | ↘185 | ↗192 |
| 2004 | 2005 | 2006 | 2007 | 2008 | 2009 | 2010 |
| ↗202 | ↘195 | ↗199 | ↗211 | ↘207 | ↘199 | ↘161 |
| 2011 | 2012 | 2013 |      |      |      |      |
| ↘160 | ↘153 | ↗159 |      |      |      |      |

Согласно результатам переписи 2002 года, в национальной структуре населения русские составляли 82 %.

## Улицы
Уличная сеть посёлка состоит из двух улиц (ул. Береговая и ул. Молодёжная).